# Temporal de la costa catalana i valenciana de 1911
El temporal de 1911 va ser un dur temporal de mar que assotà del 31 de gener al 3 de febrer de 1911 la costa entre Barcelona i València, amb un resultat de 140 pescadors morts, 37 d'ells només de Peníscola.
Conegut també com El temporal de la Candelera, en haver-se esdevingut el 31 de gener, dia d'aquesta Mare de Déu, i també com l'Any de la desgràcia, La nit terrrible o El temporal de les desgràcies. El dia 31 de gener va començar amb un mar en calma i amb el cel serè i lleugerament ennuvolat, per la qual cosa els pescadors sortiren a pescar. A mig matí, una massa de núvols molt compacta va arribar des de llevant a gran velocitat. Amb vents de gregal, llevant i xaloc de fins a 80km per hora, la mar s'embraví amb ones de fins a 8 metres en el port de Barcelona. Els dies 1, 2 i 3 de febrer el temporal va anar baixant de nord a sud, arribant fins a Alacant.
El temporal va causar l'enfonsament de diverses barques de pesca, i la mort de fins a 140 pescadors. Entre els morts es comptaren el pare i els quatre germans d'Hilari Salvadó, que arribaria a ser alcalde de Barcelona.
En commemoració del seu centenari, l'any 2011 l'Ajuntament de Cambrils li dedicà l'exposició 1911. Sobreviure a la tempesta, que posteriorment ha estat portada a diferents ciutats i pobles de la costa, com Barcelona, Badalona, Caldes d'Estrac, l'Ametlla de Mar, Vilassar de Mar, etc.